# حوا، مریم، عایشه
حوا، مریم، عایشه فیلمی به کارگردانی و نویسندگی صحرا کریمی محصول سال ۱۳۹۸ ه‍.ش است. این فیلم محصول سینمای افغانستان و به تهیه‌کنندگی کتایون شهابی به عنوان نمایندهٔ سینمای این کشور در نود و دومین دورهٔ جوایز اسکار انتخاب شد.

## خلاصهٔ داستان
در این فیلم کلیشه‌های رایج در مورد افغانستان و خصوصاً زنان را به چالش می‌کشد و از نگاه سینما روایت و تصویری از زندگی سه زن از سه قشر متفاوت جامعه در کابل امروز را ارائه می‌دهد.